# Airbag / How Am I Driving?
Airbag/How Am I Driving? es el quinto EP de la banda británica Radiohead, lanzado en abril de 1998 para el mercado norteamericano. El EP contiene los lados B del tercer álbum de la banda, OK Computer, el EP también cuenta con la canción "Airbag".

## Contenido
Airbag/How Am I Driving? contiene los lados B de OK Computer, omitiendo "Lull" (del sencillo Karma Police) y "How I Made My Millions" del sencillo "No Surprises".
El sample que abre "A Reminder" fue tomado de los sistemas de anuncios del Metro de Praga: "Termina de subir y bajar; las puertas se están cerrando. La próxima estación será Jiřího z Poděbrad". La canción "Palo Alto" tenía como título original "OK Computer".

## Lanzamiento y recepción
Airbag/How Am I Driving? debutó en el puesto 56 en el Billboard 200 en la misma semana que la RIAA certificó a OK Computer como platino por vender un millón de copias en Estados Unidos. Vendiendo 20.000 copias en su primera semana, y en Reino Unido fue certificado por la Industria Fonográfica Británica como plata por vender 60.000 copias. A pesar de su duración de 25 minutos, el EP recibió una nominación en los Premios Grammys de 1999 en la categoría de mejor álbum de música alternativa, frente a los álbumes de otros artistas.

## Lista de canciones
Todas las canciones fueron escritas por Radiohead.
| N.º | Título                       | Duración |  |
| 1.  | «Airbag»                     | 4:46     |  |
| 2.  | «Pearly*»                    | 3:33     |  |
| 3.  | «Meeting in the Aisle»       | 3:09     |  |
| 4.  | «A Reminder»                 | 3:51     |  |
| 5.  | «Polyethylene (Parts 1 & 2)» | 4:22     |  |
| 6.  | «Melatonin»                  | 2:09     |  |
| 7.  | «Palo Alto»                  | 3:43     |  |

## Personal

### Radiohead
- Thom Yorke
- Jonny Greenwood
- Ed O'Brien
- Colin Greenwood
- Philip Selway

### Producción
- Nigel Godrich

### Empaquetado
- Thom Yorke
- Stanley Donwood